# Dolina Górnej Łabuńki
Dolina Górnej Łabuńki este o arie protejată (arie de protecție specială avifaunistică — SPA) din Polonia întinsă pe o suprafață de 1.906,98 ha, integral pe uscat.

## Localizare
Centrul sitului Dolina Górnej Łabuńki este situat la coordonatele 50°41′00″N 23°17′28″E / 50.6834°N 23.2911°E.

## Înființare
Situl Dolina Górnej Łabuńki a fost declarat arie de protecție specială avifaunistică în octombrie 2007 pentru a proteja 25 de specii de animale.

## Biodiversitate
Situată în ecoregiunea continentală, aria protejată nu include niciun habitat protejat.
La baza desemnării sitului se află mai multe specii protejate de  păsări (25): pescăruș albastru (Alcedo atthis), rață roșie (Aythya nyroca), buhai de baltă (Botaurus stellaris), fugaci de țărm (Calidris alpina), chirighiță-cu-obraz-alb (Chlidonias hybridus), chirighiță neagră (Chlidonias niger), barză albă (Ciconia ciconia), șerpar (Circaetus gallicus), erete de stuf (Circus aeruginosus), cristeiul de câmp (Crex crex), lebădă de iarnă (Cygnus cygnus), ciocănitoare de grădină (Dendrocopos syriacus), presură de grădină (Emberiza hortulana), șoim călător (Falco peregrinus), Gallinago media, cocor (Grus grus), codalb (Haliaeetus albicilla), stârc pitic (Ixobrychus minutus), sfrâncioc roșiatic (Lanius collurio), pescăruș mic (Larus minutus), sitar de mâl (Limosa limosa), vultur pescar (Pandion haliaetus), viespar (Pernis apivorus), bătăuș (Philomachus pugnax), cresteț cenușiu (Porzana parva).